# Onomastica vietnamita
I nomi propri degli abitanti del Vietnam sono costituiti, secondo l'onomastica vietnamita da un cognome paterno, un secondo nome (a volte parte del cognome materno) ed un nome proprio, usati in questo ordine. La posizione del cognome segue la consuetudine cinese, comune nelle zone limitrofe alla Cina. I nomi vietnamiti si differenziano per la presenza del secondo nome, poco usato in Corea e Cina e inesistente in Giappone. Ci si può rivolgere ad una persona utilizzando il nome completo, il nome proprio o un pronome gerarchico. Quest'ultimo normalmente indica familiarità o parentela.
Vista la diffusione dei cognomi principali, spesso vengono utilizzati il nome e il secondo nome per riferirsi ad una persona, specialmente nell'ambito dei media e nelle generazioni più giovani.
La lingua vietnamita è una lingua tonale e lo stesso vale per i nomi vietnamiti. Nomi scritti allo stesso modo ma con accenti diversi sono a tutti gli effetti nomi diversi. Questa caratteristica può risultare confusionaria per non vietnamiti, specialmente se gli accenti non sono stati riportati in traduzione.
Chiunque intenda richiedere la cittadinanza vietnamita deve adottare un nome vietnamita.

## Cognomi
Il cognome si trova in prima posizione ed è trasmesso per via paterna. Esistono circa 100 cognomi in uso, con alcuni molto più diffusi di altri. Si stima che il cognome Nguyễn sia comune a circa il 40% della popolazione. I primi tre cognomi sono estremamente diffusi in quanto nomi di antichi imperatori, adottati da famiglie desiderose di mostrare la propria lealtà. Con il passare del tempo i cognomi divennero permanenti.

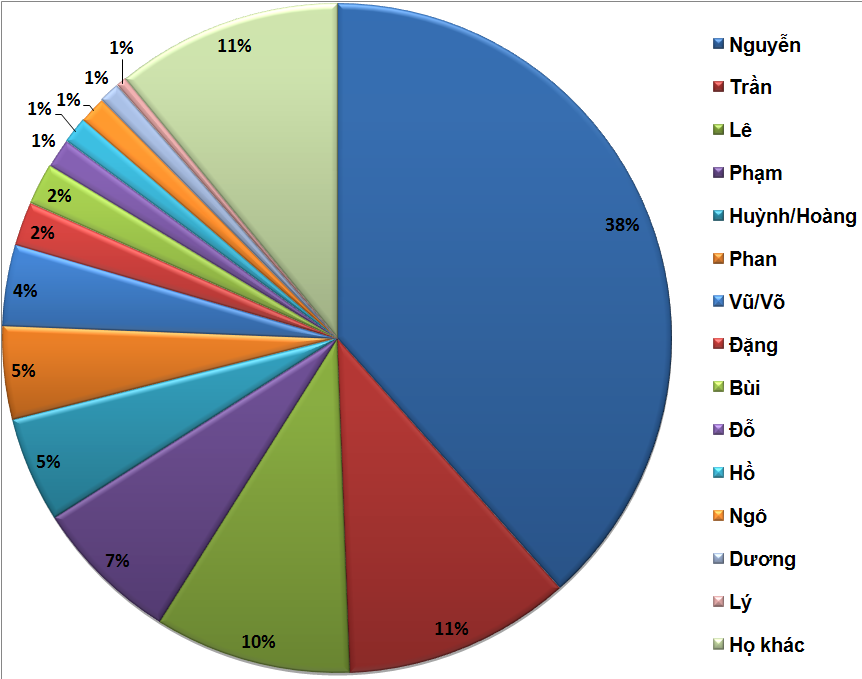
Ripartizione dei più diffusi cognomi vietnamiti

I cognomi che seguono (tra parentesi in caratteri cinesi) sono i più frequenti tra i vietnamiti e si stima che coprano circa il 90% della popolazione.
1. Nguyễn 阮 (39%)
2. Trần 陳 (11%)
3. Lê 黎 (9.5%)
4. Phạm 范 (7.1%)
5. Huỳnh/Hoàng 黃 (5.1%)
6. Phan 潘 (4.5%)
7. Vũ/Võ 武 (3.9%)
8. Đặng 鄧(2.1%)
9. Bùi 裴 (2%)
10. Đỗ 杜 (1.4%)
11. Hồ 胡 (1.3%)
12. Ngô 吳 (1.3%)
13. Dương 楊 (1%)
14. Lý 李 (0.5%)